# 聯合國安全理事會第1476號決議
聯合國安理會第1476號決議通過於2003年4月24日，總結過去對伊拉克決議案中，與人道援助相關的條文（661(1991)、986(1995)、1409(2002)、1454(2002)、1472(2003)）。聯合國安理會基於人道考量，決定擴大對伊拉克民眾實施石油換食品計畫，直到2003年6月3日為止 。
1476號決議案依《聯合國憲章》第7條作成，為安理會再度重申。在先前的決議案中，安理會已賦予聯合國秘書長更多管理相關計畫的權限。自1476號決議案通過後，聯合國已向伊拉克運送約548億6,000萬美元的援助物資。

## 外部連結
- Text of Resolution at UNHCR.org （页面存档备份，存于）（英文）